# علم مقاطعة أوريول
أعتمد علم أوريول أوبلاست رسميا في 31 تموز - يوليو من سنة 2002 ويتكون علم أوريول أوبلاست من لونين رئيسيين هما اللون الأحمر واللون الأزرق حيث يغطي اللون الأزرق آخر الجزء السفلي من العلم بينما يغطي اللون الأحمر معظم أجزاء العلم ويتوسطه شعار أوريول أوبلاست .

## معنى العلم
يرمز اللون الأحمر إلى الشجاعة وعد الخوف بينما يرمز اللون الأزرق إلى الجمال ونقاء الفكر وإلى التطلعات الروحية.